# Земље круне Светог Стефана
Земље круне Светог Стефана (мађ. Szent István Koronájának Országai) је био назив за земље које су се налазиле у историјској вези са Краљевином Угарском. Назив је коришћен као ознака за угарски део Аустроугарске монархије између 1867. и 1918. године, а односио се на такозвану ужу Угарску, Хрватску и Славонију, град Ријеку и Босну и Херцеговину, која је чинила аустроугарски кондоминијум.

## Назив
Ова заједница је имала и свој латински званичан назив: Угарско надкраљевство (лат. Archiregnum Hungaricum). Централни појам у имену је била Круна Светог Стефана.

## Историјска употреба
Назив „Земље круне Светог Стефана” се употребљавао у 18. и 19. веку и означавао је делове Хабзбуршке монархије а касније и Аустроугарске који су историјски били повезани са Краљевином Угарском, за разлику од других хабзбуршких земаља које су историјски беле повезане са Светим римским царством.
Међутим, пре стварања двојне Аустроугарске монархије 1867. године, овај назив је био чисто номиналне природе, с обзиром да су земље за које је овај назив употребљаван чиниле посебне хабзбуршке покрајине, административно одвојене од хабзбуршке Угарске.
Приликом склапања Аустро-угарске нагодбе 1867. године, угарски сабор је успео да добије управу над Ердељом, али су Далмација, Босна и Херцеговина, Галиција и Лодомерија остале под аустријском управом. Ову поделу нису признале Угарска и Хрватска.
После уласка Ердеља у заједницу са Угарском (1848. и 1867. године), назив Земље круне Светог Стефана је означавао Краљевину Угарску са аутономном Хрватском и Славонијом.
Након завршетка Првог светског рата ова политичка заједница се распала и назив Земље круне Светог Стефана је нестао из употребе.

## Списак земаља
- ужа Угарска, укључивала је данашњу Мађарску, као и делове данашње Румуније, Словачке, Украјине, Аустрије, Словеније, Хрватске и Србије (Бачка и Банат).
- Хрватска и Славонија, укључивала је делове данашње Хрватске и Србије (Срем)
- Ријека
- Босна и Херцеговина (кондоминијум)
- Војна граница (до 1882. године)

Ердељ, који је раније чинио посебну административну територију, укључен је у ужу Угарску 1867. године, док је Далмација, која је историјски такође сматрана једном од земаља круне Светог Стефана, била под управом аустријског дела Двојне монархије.